# 鲁内·洛伦森
鲁内·洛伦森（挪威語：Rune Lorentsen，1961年10月8日—），挪威男子轮椅冰壶运动员。他曾代表挪威参加2010年、2014年和2018年冬季残疾人奥林匹克运动会轮椅冰壶比赛，其中2018年冬季残奥会获得一枚银牌。